# Kamiskotia River
Kamiskotia River är ett vattendrag i Kanada.   Det ligger i provinsen Ontario, i den sydöstra delen av landet, 600 km nordväst om huvudstaden Ottawa.
I omgivningarna runt Kamiskotia River växer i huvudsak blandskog. Runt Kamiskotia River är det glesbefolkat, med 13 invånare per kvadratkilometer.